# Presidentvalet i Finland 1982
Presidentvalet i Finland 1982 ledde till att socialdemokraternas kandidat Mauno Koivisto blev vald till president.

## Bakgrund
Centerns Urho Kekkonen, som hade varit president sedan 1956 och omvalts senast 1978, satt egentligen på en sexårig mandatperiod som alltså skulle sträcka sig till 1984, men när han 1981 valde att avgå från presidentposten av hälsoskäl, blev det ett nytt presidentval avseende en ny sexårig mandatperiod 1982-1988. Mauno Koivisto var statsminister sedan 1979 och hade i den egenskapen redan fungerat som tillförordnad president en tid när han 1982 valdes till president, eftersom Kekkonen hade avgått året innan.

## Valresultat
| Kandidat            | Parti | Röster 1:a omgången | Röster 2:a omgången |
| ------------------- | ----- | ------------------- | ------------------- |
| Mauno Koivisto      | SDP   | 145                 | 167                 |
| Harri Holkeri       | Saml. | 58                  | 58                  |
| Johannes Virolainen | CP    | 53                  | 53                  |
| Kalevi Kivistö      | DFFF  | 32                  | 11                  |
| Jan-Magnus Jansson  | SFP   | 11                  | 11                  |
| Helvi Sipilä        | LFP   | 1                   | 1                   |
| Veikko Vennamo      | FLP   | 1                   | -                   |
| Raino Westerholm    | FKF   | 0                   | -                   |